# ادریس نبی تاشکان
ادریس نبی تاشکان (انگلیسی: İdris Nebi Taşkan؛ زادهٔ ۱۸ اوت ۱۹۹۷) بازیگر اهل ترکیه است. وی از سال ۲۰۱۴ میلادی تاکنون مشغول فعالیت بوده‌است.
از فیلم‌ها یا برنامه‌های تلویزیونی که وی در آن نقش داشته‌است می‌توان به فضیلت خانم و دخترانش، استانبول ظالم، و بازی بخت اشاره کرد.